# Robin Busset
Robin Busset (* 25. Februar 2000 in Genf) ist ein Schweizer Fussballspieler, der überwiegend auf der Position eines linken Aussenverteidigers beim SC Kriens spielt.

## Karriere

### Verein
Busset spielte in der Jugend bei CS Chênois, Étoile Carouge und dem Servette FC. Bei Servette unterschrieb er 2017 einen Profivertrag. Seinen ersten Profieinsatz bekam er in der Challenge League am 24. März 2018, wo er von Beginn an gegen den FC Wohlen bei einem 2:0-Sieg spielte. In dieser Saison kam er bei den Genfern zu neun Profieinsätzen. 2018/19 bekam Busset fünf Ligaeinsätze. Nach der Saison folgte der Aufstieg in die Schweizer Super League. Zu Beginn der Erstligasaison folgte eine Verletzung und Busset fiel für über zwei Monate aus. Im Februar 2020 entschloss der Verein Busset für ein halbes Jahr an den SC Kriens zu verleihen. Dort hatte er einen Stammplatz und schoss ein Tor in elf Spielen. Die Leihe wurde daraufhin um ein halbes Jahr verlängert. Insgesamt spielte er für Kriens 28 Mal, wobei er einmal traf. Nach Ablauf der Leihe wechselte er ablösefrei permanent zum SCK.

### Nationalmannschaft
Busset spielte in mehreren Jugendnationalmannschaften der Schweiz. Insgesamt machte er zehn Spiele für die Auswahlen.